# Thelypteris multigemmifera
Thelypteris multigemmifera là một loài dương xỉ trong họ Thelypteridaceae. Loài này được Salino mô tả khoa học đầu tiên năm 2002.
Danh pháp khoa học của loài này chưa được làm sáng tỏ. 